# Трговачка школа Београд
Трговачка школа Београд је средња школа смештена у општини Стари град у Хиландарској улици број 1. Историја Трговачке школе датира од 1. октобра 1843. године. Тадашњи министар просвете Јован Стерија Поповић је потписао акт о оснивању Трговачке школе на захтев Манојла Солара, учитеља из Земуна првог званичног оснивача школе овог типа.

## Школа
Основна делатност школе је средње стручно образовање које се реализује у подручју рада трговина, угоститељство, туризам и економија, право и администрација.
У школи постоје 4 образовна профила:
- трговац (3 године)
- трговински техничар (4 године)
- аранжер у трговини (4 године)
- комерцијалиста (4 године)

Запослено је 92 професора.
| Профил              | Број уписних места |
| ------------------- | ------------------ |
| Трговац             | 120                |
| Трговински техничар | 120                |
| Аранжер у трговини  | 20                 |
| Комерцијалиста      | 60                 |

## Историјат
Министарство просвете 1844. године оснива Послено-трговачко училиште које је имало три разреда и четири учитеља. Указом кнеза Александра Карађорђевића 1858. године установљена је нова Трговачка школа.
Оснивањем Реалне гимназије 1865. године Трговачка школа је престала да постоји. Целокупни кадар и ученици уграђени су у структуру под називом Реалка трговачког смера. Реалка је имала шест разреда, са 26 предмета распоређеним на летњи и зимски течај. 
Историја Трговачке школе се наставља после паузе од скоро једне деценије 1881. године, оснивањем приватне трговачке школе под називом Књажевско-Српска железничка и трговачка школа. Актом министарства 1892. прераста у Државну трговачку школу.
На самом почетку 20. века, уредбом краља Александра Обреновића 1900. године, Државна трговачка школа прераста у Српску краљевску државну трговачку академију. Након завршетка Првог светског рата, Српска трговачка академија, преименована је у Државну трговачку академију и под овим именом постојала је од 1919. до 1944. године. Наменска зграда саграђена је 1929. године и налази се у Цетињској улици (данашња Прва економска школа). Почетком Другог светског рата зграда је претворена у немачку касарну. У истој згради Школа наставља рад 1946. године. Тада добија и ново име Државна нижа трговачка школа са домом за 300 ученика. Школа добија ранг средње стручне школе и бива поново преименована у Трговачку школу "Јездимир Ловић", названа по једном од предратних трговачких помоћника и народном хероју Јездимиру Ловићу. Године 1993. школа обележава јубилеј - 150 година свог постојања. Те исте године, враћено јој је првобитно име - Трговачка школа.

## Задужбина у Хиландарској улици
Задужбина брачног пара Кики представља Палата Кики, која се данас налази у центру Београда, на углу Цетињске и Хиландарске улице. По тестаментарној жељи Евгеније Кики 1934. започета је изградња дома БТО (Трговачка школа београдске Трговачке Омладине) у којој је од тада трајно смештена Трговачка школа у Београду. Без сопственог потомства, Евгенија Кики је сачувала спомен на сећање хиљаде трговачких помоћника који су становали у дому. Њено име, као и имена њених родитеља и супруга, и данас се налазе на фасади зграде.